# Abraham Fock
Abraham Fock (2 augustus 1793 – 24 september 1858) was president van De Nederlandsche Bank. Fock, een zoon van een eerdere DNB-topman, bekleedde het presidentschap van DNB van 1844 tot 1858. Hij was de laatste president die voortkwam uit de Amsterdamse financiële elite. 
Hij loodste DNB door woelige wateren: hervormingen, sanering van het muntgeld, invoering van de zilveren standaard, stagnerende economische groei, lastig 'Den Haag'. Fock zag de economie aan het eind van zijn presidentschap opbloeien na jaren van stagnatie.    
Fock was tevens medeoprichter van de Koninklijke Noord- en Zuid-Hollandsche Redding Maatschappij. Het Maritiem Centrum Abraham Fock op het eiland Ameland draagt zijn naam.